# Serge Benoit
 (mai 2016).
Si vous disposez d'ouvrages ou d'articles de référence ou si vous connaissez des sites web de qualité traitant du thème abordé ici, merci de compléter l'article en donnant les références utiles à sa vérifiabilité et en les liant à la section « Notes et références ».
Serge Benoît, né le 30 novembre 1937 au Mans, est un artiste-peintre et sculpteur français.

## Biographie
Serge Benoît est né le 30 novembre 1937 au Mans.
Serge Benoît a étudié la ferronnerie de 1953 à 1956 à Longueil Annel dans l'Oise. Il a étudié le dessin à Paris et travaillé pour des menuisiers et des serruriers. Il a vécu deux ans au Canada de 1966 à 1968[réf. souhaitée] où il réalise des sculptures monumentales et il expose dans des galeries à Montréal.[réf. nécessaire]. De retour à Paris, il participe, à de nombreux salons.[réf. nécessaire] Après des cours de dessin et modelage d’après des modèles vivants, il aborde la sculpture en autodidacte à partir de 1961.[réf. nécessaire]  Jusqu’en 1973 il réalise des sculptures figuratives. En 1974, après sa rencontre avec César Doméla, il s’oriente vers le constructivisme. Une interrogation sur les rapports entre l’homme et la machine et entre l’homme et la société moderne.Dans les années 1970, il se dirige vers la sculpture, influencé par le style figuratif de Rodin et Brancusi puis vers l'abstraction. Il se lance ensuite dans la peinture.
Dans ses sculptures, l’artiste épris de rigueur révèle une manière de formaliser la matière au travers d’assemblages de taule oxydé, de laiton martelé et de bois exotiques. Fasciné par la machine, il exprime la force qui s’en dégage. Ses sculptures laissent apparaître à la fois l’influence de Hans Arp et celle de l’esthétique néo-cubiste.
Ses peintures tentent de leur côté de remodeler cet univers, dans une vision plus théorique et moins palpable … Une impression dans l’espace de ce que l’on peut appeler «  l’Art Zen », comme autant de calligraphies tracées au burin.
Depuis 1966, l’artiste Serge Benoit a participé à de nombreuses expositions dans des galeries, des musées, des biennales et des salons en France comme à l’étranger. Serge Benoit a participé à de nombreuses fois aux Salons des Réalités Nouvelles, des Comparaisons, Grands et Jeunes, Salon d’Automne, …
Ses œuvres se trouvent aujourd’hui dans des collections particulières en France, en Europe comme en Allemagne, en Belgique, en Italie, aux Pays-Bas, et en Amérique du Nord, Canada et États-Unis.

## Œuvres
- Plusieurs de ses œuvres[Lesquelles ?] ont été acquises par le Fonds national d’art contemporain.)[réf. nécessaire]
- sculptures monumentales[Lesquelles ?]

## Expositions
- 2008 : rétrospective au Square de Vergennes à Paris
- 2011 : cour 16 à Paris[3]
- 2012 : Mezzanine hôtel de ville à Sèvres[3]
- 2014 : musée de la commanderie Saint Jean à Corbeil-Essonnes (chapelle Saint-Jean-en-l'Île)
- 2010 à 2014 : Exposition à la chapelle Lizet de Salers
- En parallèle, il expose dans différentes galeries et travaille pour les 1% et pour la Monnaie de Paris[réf. nécessaire]

## Récompenses
Serge Benoit a été récompensé par de nombreux prix et médailles[réf. nécessaire]